# 오줌싸개 소녀

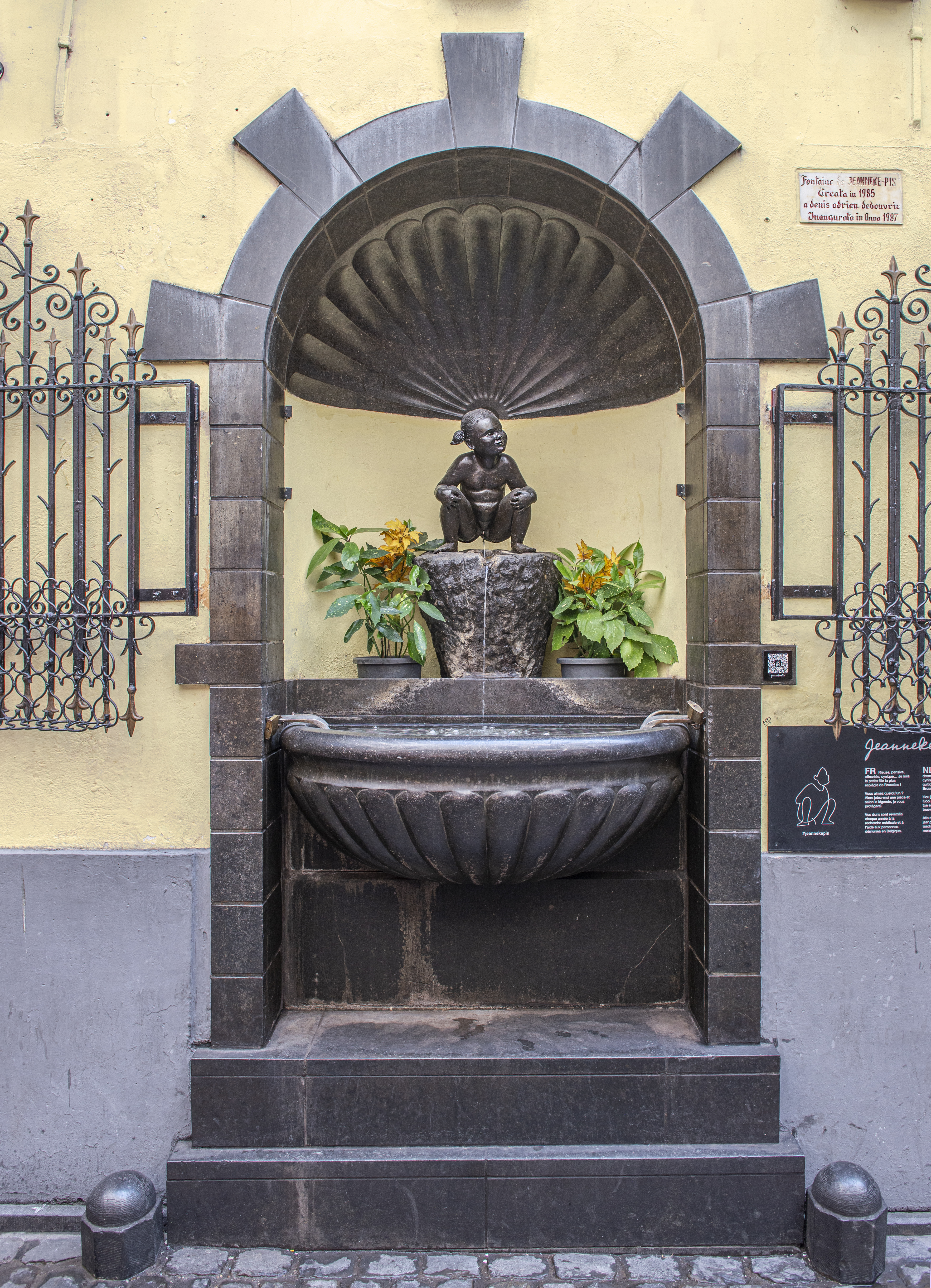
오줌싸개 소녀.

오줌싸개 소녀(Jeanneke Pis)는 벨기에 수도 브뤼셀에 있는 동상, 분수이다. 오줌싸개 동상과 그랑플라스를 사이에 두고 반대편에 위치하고 있다. 오줌싸는 자세는 양손으로 무릎을 잡고 다리를 벌린체 쪼그려앉아 소변을 보고 있다.